# Callipallene micracantha
Callipallene micracantha är en havsspindelart som beskrevs av Stock, J.H. 1954. Callipallene micracantha ingår i släktet Callipallene och familjen Callipallenidae. Inga underarter finns listade.